# Joseba Querejeta
Joseba Querejeta Martínez De Arenaza (nacido en Vitoria, Álava; 1 de enero de 2003), es un jugador de baloncesto español. Con una estatura de 1,92 metros juega en el Saski Baskonia de la Liga ACB, siendo su posición habitual en la cancha la de base.

## Trayectoria
Querejeta se forma en la cantera del Saski Baskonia, en la que ingresó con 10 años. Es el hijo del presidente y exjugador del club, Josean Querejeta. En la temporada 2019-20, hace su debut con el Saski Baskonia B de la Liga EBA con apenas 16 años.
En las siguientes temporadas se consolidaría en las filas del filial vitoriano. 
El 21 de enero de 2024, hace su debut en Liga Endesa con el Saski Baskonia en un encuentro frente al Morabanc Andorra, que acabaría con victoria por 108 a 95, en el que disputaría 1:19 minutos, anotando dos puntos.
El 13 de julio de 2024, firma por el Club Baloncesto Clavijo de Segunda FEB, mediante un convenio con Baskonia que permite la cesión de cuatro jugadores de formación al club riojano. El 20 de marzo de 2025 regresó a la disciplina del Saski Baskonia.